# Christine Exner
Christine Exner (født 2. september 1973) er en dansk skuespillerinde.
Exner er uddannet fra Statens Teaterskole i 2000.
I 2007 medvirkede hun i Græsted Revyen. 

## Filmografi
- Hold om mig (2010)

### Tv-serier
- Hotellet (2000-2002)
- Teatret ved Ringvejen (2006)
- Album (2008)
- Krysters Kartel (2009)
- Osman og Jeppe (2009-2012)